# Белоглазовское сельское поселение
Белоглазовское се́льское поселе́ние — муниципальное образование в Тюкалинском районе Омской области Российской Федерации.
Административный центр — село Белоглазово.
В сельсовете имеется озеро Азанколь.

## История
Статус и границы сельского поселения установлены Законом Омской области от 30 июля 2004 года № 548-ОЗ «О границах и статусе муниципальных образований Омской области».

## Население
| 2010 | 2011 | 2012 | 2013 | 2014 | 2015 | 2016 |
| ---- | ---- | ---- | ---- | ---- | ---- | ---- |
| 651  | ↘649 | ↘639 | ↘618 | ↘601 | ↗604 | ↘548 |
| 2017 | 2018 | 2019 | 2020 | 2021 | 2023 |      |
| ↘530 | ↘528 | ↘506 | ↘497 | ↘418 | ↘403 |      |

## Состав сельского поселения
| № | Населённый пункт | Тип населённого пункта       | Население |
| - | ---------------- | ---------------------------- | --------- |
| 1 | Белоглазово      | село, административный центр | ↘352      |
| 2 | Восточный        | посёлок                      | 146       |
| 3 | Георгиевка       | деревня                      | ↘36       |
| 4 | Приозерка        | деревня                      | ↘117      |